# Livry-Gargan
Livry-Gargan település Franciaországban, Seine-Saint-Denis megyében. Lakosainak száma 46 507 fő (2022. január 1.). Livry-Gargan Les Pavillons-sous-Bois, Le Raincy, Clichy-sous-Bois, Coubron, Vaujours, Sevran és Aulnay-sous-Bois községekkel határos.

## Népesség
A település népességének változása:
| Lakosok száma | 43 099 | 44 415 | 44 721 | 44 437 | 45 012 | 45 692 | 45 618 | 46 028 | 46 507 |
|               | 2013   | 2015   | 2016   | 2017   | 2018   | 2019   | 2020   | 2021   | 2022   |